# هربرت روز
هربرت روز (بالإنجليزية: H. J. Rose)‏ (و. 1883 – 1961 م) هو عالم لغوي كلاسيكي، وأستاذ جامعي، وباحث في تاريخ العصور الكلاسيكية من المملكة المتحدة، وكندا، والمملكة المتحدة لبريطانيا العظمى وأيرلندا، ولد في أونتاريو، وكان عضوًا في الأكاديمية البريطانية، توفي في سنت أندروز، عن عمر يناهز 78 عاماً.
.

## التعليم
تعلم في كلية باليول بجامعة اوكسفورد، وجامعة مكغيل.

## جوائز
حصل على جوائز منها:
- زمالة الأكاديمية البريطانية
- منحة رودس